# 리처드 제닝스
리처드 제닝스(영어: Richard Jennings, 1619년경 – 1668년 5월 8일)는 영국의 귀족이자 하원 의원이었던 정치인이다. 잉글랜드 내전 당시에는 의회파에 가담했다. 리처드 제닝스는 앤 여왕의 절친한 친구 말버러 공작부인 사라 처칠의 아버지이기도 하다.

## 생애
리처드는 존 제닝스의 뒤를 이어 1642년 8월 가문의 수장이 되었고, 하트포드셔주의 샌드리지에서 거주하였다. 어머니 앨리스는 리처드 스펜서였고, 22명의 형제자매가 있었다. 1642년 아버지의 뒤를 이어 그는 세인트올번스의 하원으로 선출되었다.
리처드는 잉글랜드 내전 발발 당시 의회의 편에 섰으며, 왕당파에 의해 여러 차례 포로로 잡힌 뒤 수감이 되었다. 1648년 12월 리처드는 프라이드의 추방 이후 의회파와 떨어져 지냈다. 그는 1659년 리처드 크롬웰의 제3차 호국경 의회에서 다시 세인트올번스의 의원으로 당선되었다. 1660년 리처드는 다시 복구된 장기 의회에서 주도적인 역할을 맡았다. 1660년과 1661년 그는 세인트올번스에서 다시 의원에 선출되었으며 1668년 죽을 때까지 그 직위를 유지했다.
제닝스는 기퍼드 톤허스트의 딸인 프랜시스 톤허스트와 결혼했다. 딸 사라와 프랜시스는 찰스 2세의 궁정에서 유명한 인물이었다. 딸 프랜시스는 "라 벨 제닝스"라는 별명으로 1664년 앤 하이드의 명예가정부가 되었고, 리처드 탈보트와 재혼한 이후 티코넬 백작부인이 되었다. 또 다른 딸 사라는 존 처칠과 1677년 결혼했고, 앤 여왕 시기에 매우 영향력 있는 인물이 되었다. 아비게일 마샴은 사라의 사촌이었고 리처드의 21명의 형제자매 중 하나인 엘리자베스 예닝스 힐의 딸이었다.